# Dean Stockwell
Robert Dean Stockwell (Hollywood, 5 maart 1936 – Ranchos de Taos (New Mexico), 7 november 2021) was een Amerikaans acteur. Hij werd in 1989 genomineerd voor een Oscar voor zijn bijrol als Tony 'The Tiger' Russo in de misdaadkomedie Married to the Mob. Meer dan tien andere prijzen werden hem daadwerkelijk toegekend, waaronder de Golden Globe voor beste jeugdacteur in 1948 (voor de dramafilm Gentleman's Agreement) en die voor beste bijrol in een televisieserie in 1990 (voor het spelen van Al Calavicci in Quantum Leap).
Stockwell kreeg in 1992 een ster op de Hollywood Walk of Fame.

## Leven en werk

### Kindacteur
Als kind van twee acteurs stond Dean Stockwell al op 7-jarige leeftijd voor de camera. In 1947 vestigde hij voor het eerst de aandacht op zich met zijn bekroonde vertolking in Elia Kazans drama Gentleman's Agreement. In 1948 speelde hij de titelrol in het fantasie-drama The Boy with Green Hair, het langspeelfilmdebuut van Joseph Losey. Twee jaar later vertolkte hij opnieuw de titelrol in de avonturenfilm Kim, naast onder meer Errol Flynn. 

### De jaren vijftig, zestig en zeventig
Als twintiger en dertiger was Stockwell voornamelijk te zien in gastrollen in televisieseries zoals The Twilight Zone, The Streets of San Francisco, Columbo, Dr. Kildare en de westernseries Bonanza en Wagon Train.
Hij had daarnaast hoofdrollen in films als het misdaaddrama Compulsion (1959) waarvoor hij samen met medespelers Orson Welles en Bradford Dillman op het Filmfestival van Cannes werd uitgeroepen tot beste acteur en Sons and Lovers (1960), een drama naar Zonen en minnaars van D.H. Lawrence. Later volgden onder meer het psychologisch drama Rapture (1965) en de B-film The Werewolf of Washington (1973), een horrorkomedie.

### De jaren tachtig
In de jaren tachtig vertolkte Stockwell een reeks opmerkelijke bijrollen in het Wim Wendersdrama Paris, Texas (1984), in de misdaadfilm To Live and Die in L.A. (1985), in de politiekomedie Beverly Hills Cop II (1987), in Coppola's militair drama Gardens of Stone (1987) en in de misdaadkomedie Married to the Mob (1988). Met David Lynch werkte hij samen in de sciencefictionfilm Dune (1986) en in de neo noir Blue Velvet (1986). 

### Meer televisie
Vanaf de serie Quantum Leap (1989-1993) werd hij heel dikwijls gecast in televisierollen. Stockwell nam er de rol van 'Al Calavicci' voor zijn rekening, die moest als hologram dr. 'Sam Beckett' bijstaan tijdens zijn 'sprongen' door de tijd. De serie was vijf seizoenen lang te zien op de Amerikaanse televisie, in totaal 97 afleveringen.
Na Quantum Leap werkte Stockwell als presentator mee aan de reeks Phenomenon: The Lost Archives (1998-2000). In 2003 deed hij mee in een aantal afleveringen van het negende seizoen van de televisieserie JAG. In 2004 speelde hij 'Brother Cavil' in Battlestar Galactica, een sciencefiction-televisieserie die een remake was van de gelijknamige serie uit 1978.

### Privéleven
Stockwell was twee keer getrouwd en kreeg twee kinderen. Hij was een vriend van zanger Neil Young, wiens album After the Gold Rush geïnspireerd is door een gelijknamig filmscript van Stockwell. Het script is overigens nooit verfilmd. Stockwell was eveneens een goede vriend van acteur Russ Tamblyn, die hij leerde kennen toen beiden in de jaren 40 als tieneracteur werkzaam waren. Hij was de peetoom van actrice Amber Tamblyn, de hoofdrolspeelster in de televisieserie Joan of Arcadia en de dochter van Russ.
Stockwell overleed op 85-jarige leeftijd.

## Filmografie
- The Valley of Decision (1945) - Paulie Scott
- Anchors Aweigh (1945) - Donald Martin
- The Green Years (1946) - Robert Shannon, als kind
- Home, Sweet Homicide (1946) - Archie Carstairs
- The Mighty McGurk (1946) - Nipper
- A Really Important Person (1947) - Billy Reilly
- The Arnelo Affair (1947) - Ricky Parkson
- The Romance of Rosy Ridge (1947) - Andrew MacBean
- Song of the Thin Man (1947) - Nick Charles Jr.
- Gentleman's Agreement (1947) - Tommy Green
- Deep Waters (1948) - Donny Mitchell
- The Boy with Green Hair (1948) - Peter Fry
- Down to the Sea in Ships (1949) - Jed Joy
- The Secret Garden (1949) - Colin Craven
- Stars in My Crown (1950) - John Kenyon
- The Happy Years (1950) - 'Dink' Stover
- Kim (1950) - Kim
- Cattle Drive (1951) - Chester Graham, Jr.
- Front Row Center Televisieserie - David (Afl., Innocent Witness, 1956)
- Matinee Theatre Televisieserie - Rol onbekend (Afl., Fight the Whole World, 1956|Class of '58, 1956|Horsepower, 1956|Julie, 1956)
- Schlitz Playhouse of Stars Televisieserie - Rol onbekend (Afl., Washington Incident, 1956)
- Gun for a Coward (1957) - Hade (Harry) Keough
- Wagon Train Televisieserie - Jimmy Owens (Afl., The Ruth Owens Story, 1957)
- The United States Steel Hour Televisieserie - Rol onbekend (Afl., Victim, 1957)
- Climax! Televisieserie - Les Marshall (Afl., Murder Is a Witch, 1957)
- The Careless Years (1957) - Jerry Vernon
- General Electric Theater Televisieserie - Soldaat eerste klasse John Townsend (Afl., God Is My Judge, 1958)
- Wagon Train Televisieserie - Juan Ortega (Afl., The Juan Ortega Story, 1958)
- The Restless Gun Televisieserie - Rol onbekend (Afl., Mercyday, 1958)
- Cimarron City Televisieserie - Bud Tatum (Afl., Kid on a Halico Horse, 1958)
- General Electric Theater Televisieserie - Clete (Afl., The Family Man, 1959)
- Wagon Train Televisieserie - Rodney Lawrence (Afl., The Rodney Lawrence Story, 1959)
- Playhouse 90 Televisieserie - Roy Riverlee (Afl., Made in Japan, 1959)
- Compulsion (1959) - Judd Steiner
- Johnny Staccato Televisieserie - Dave (Afl., The Nature of the Night, 1959)
- Sons and Lovers (1960) - Paul Morel
- Checkmate Televisieserie - Roddy Stevenson (Afl., The Cyanide Touch, 1960)
- The DuPont Show with June Allyson Televisieserie - Johnny Perry (Afl., The Dance Man, 1960)
- Outlaws Televisieserie - Billy Joe Minden (Afl., Assassin, 1961)
- Alfred Hitchcock Presents Televisieserie - Billy Weaver (Afl., The Landlady, 1961)
- Wagon Train Televisieserie - Will Sheridan/Santee (Afl., The Will Santee Story, 1961)
- The Dick Powell Show Televisieserie - Joe Geary (Afl., The Geetas Box, 1961)
- Hallmark Hall of Fame Televisieserie - Davis Tucker (Afl., The Joke and the Valley, 1961)
- Bus Stop Televisieserie - Buzz Shelby (Afl., Afternoon of a Cowboy, 1961)
- The Twilight Zone Televisieserie - Katell/Yamuri (Afl., A Quality of Mercy, 1961)
- Alcoa Premiere Televisieserie - Clay Bannon (Afl., A Place to Hide, 1962)
- Long Day's Journey Into Night (1962) - Edmund Tyrone
- The Alfred Hitchcock Hour Televisieserie - David Kelsey (Afl., Annabel, 1962)
- The Dick Powell Show Televisieserie - Gary Harper (Afl., In Search of a Son, 1962)
- Combat! Televisieserie - Rob Lawson (Afl., High Named Today, 1963)
- The Greatest Show on Earth Televisieserie - Harley Brydell (Afl., The Wrecker, 1963)
- The Defenders Televisieserie - Arnold Foster (Afl., Climate of Evil, 1963)
- The Eleventh Hour Televisieserie - David Farnham (Afl., To Love Is to Live, 1964)
- Kraft Suspense Theatre Televisieserie - Martin Rosetti (Afl., Their Own Executioners, 1964)
- Burke's Law Televisieserie - Jay Boy Calhoun (Afl., Who Killed Lenore Wingfield?, 1964)
- Rapture (1965) - Joseph
- Dr. Kildare Televisieserie - Dr. Rudy Devereux (6 afl., 1965)
- The Danny Thomas Hour Televisieserie - Bruno (Afl., The Cage, 1968)
- The F.B.I. Televisieserie - Michael Vincent Riley (Afl., The Quarry, 1968)
- Psych-Out (1968) - Dave
- Thirty-Minute Theatre Televisieserie - Rol onbekend (Afl., Before Breakfast, 1968)
- Bonanza Televisieserie - Matthew Rush (Afl., The Medal, 1969)
- The Dunwich Horror (1970) - Wilbur Whateley
- The Last Movie (1971) - Billy
- Mannix Televisieserie - Chris Townsend (Afl., A Step in Time, 1971)
- Paper Man (Televisiefilm, 1971) - Avery Jensen
- The Failing of Raymond (Televisiefilm, 1971) - Raymond
- Adventures of Nick Carter (Televisiefilm, 1972) - Freddy Duncan
- The Loners (1972) - Stein
- The F.B.I. Televisieserie - Darryl Ryder (Afl., End of a Nightmare, 1972)
- Columbo: The Most Crucial Game (Televisiefilm, 1972) - Eric Wagner
- Mission: Impossbile Televisieserie - Gunnar Malstrom (Afl., The Pendulum, 1973)
- Police Story Televisieserie - Ott (Afl., Collision Course, 1973)
- Night Gallery Televisieserie - Charlie (Afl., Whisper, 1973)
- Great Mysteries Televisieserie - Jerry (Afl., Unseen Alibi, 1973)
- The Werewolf of Washington (1973) - Jack Whittier
- The Streets of San Francisco Televisieserie - Paul Thomas/Paul Cullen (Afl., Legion of the Lost, 1973)
- Police Story Televisieserie - Detective Giacino (Afl., Love, Mabel, 1974)
- The Pacific Connection (1975) - Rol onbekend
- The Streets of San Francisco Televisieserie - Charlie Blake (Afl., The Programming of Charlie Blake, 1975)
- Columbo: Troubled Waters (Televisiefilm, 1975) - Lloyd Harrington
- Win, Place or Steal (1975) - Billy
- Joe Forrester Televisieserie - Rol onbekend (Afl., The Return of Joe Forrester, 1975)
- Cop on the Beat (Televisiefilm, 1975) - Det. Callan
- Three for the Road Televisieserie - Ethan Crawford (Afl., The Trail of Bigfoot, 1975)
- Police Story Televisieserie - Callan (Afl., The Return of Joe Forrester, 1975)
- Cannon Televisieserie - Tom Longman (Afl., The Hero, 1975)
- Ellery Queen Televisieserie - Cliff Waddell (Afl., The Adventure of the Blunt Instrument, 1975)
- One Away (1976) - Rol onbekend
- Tracks (1976) - Mark
- Police Story Televisieserie - Bennett (Afl., Eamon Kinsella Royce, 1976)
- Won Ton Ton, the Dog Who Saved Hollywood (1976) - Paul Lavell
- McCloud Televisieserie - Pete Lancaster (Afl., 'Twas the Fight Before Christmas..., 1976)
- A Killing Affair (Televisiefilm, 1977) - Kenneth Switzer
- Greatest Heroes of the Bible Televisieserie - Hissar (Afl., Daniel in the Lion's Den, 1978)
- She Came to the Valley (1979) - Pat Westall
- Born to Be Sold (Televisiefilm, 1981) - Marty Helick
- Alsino and the Condor (1982) - Frank
- Wrong Is Right (1982) - Hacker
- Neil Young: Human Highway (1982) - Otto Quartz
- Hart to Hart Televisieserie - James Francis (Afl., Hart's Desire, 1982)
- The A-Team Televisieserie - Politieman Collins - SWAT (Afl., A Small and Deadly War, 1983)
- Simon & Simon Televisieserie - Dr. Griss (Afl., The Skeleton Who Came Out of the Closet, 1983)
- Paris, Texas (1984) - Walt Henderson
- Dune (1984) - Dr. Wellington Yueh
- Papa Was a Preacher (1985) - John
- To Kill a Stranger (1985) - John Carver
- The Legend of Billie Jean (1985) - Muldaur
- To Live and Die in L.A. (1985) - Bob Grimes
- Miami Vice Televisieserie - Jack Gretsky (Afl., Bushido, 1985)
- Ecstacy (1986) - Rol onbekend
- Hammer House of Mystery and Suspense Televisieserie - Greg Denver (Afl., The Sweet Scent of Death, 1986)
- Blue Velvet (1986) - Ben
- The Time Guardian (1987) - Boss
- Kenny Rogers as The Gambler, Part III: The Legend Continues (Televisiefilm, 1987) - James McLaughlin
- Banzai Runner (1987) - Billy Baxter
- Hunter Televisieserie - Broeder Harold Hobarts (Afl., Bad Company, 1987)
- Gardens of Stone (1987) - Kapt. Homer Thomas
- Beverly Hills Cop II (1987) - Charles 'Chip' Cain
- Smoke Screen (1988) - Michael Dattalico
- The Long Haul (1988) - Mario
- The Blue Iguana (1988) - Detective Carl Strick
- Murder, She Wrote Televisieserie - Eliot Easterbrook (Afl., Deadpan, 1988)
- Tucker: The Man and His Dream (1988) - Howard Hughes
- Married to the Mob (1988) - Tony 'The Tiger' Russo
- Catchfire (1989) - John Luponi
- The Twilight Zone Televisieserie - Martin Decker (Afl., Room 2426, 1989)
- Buying Time (1989) - Detective Novak
- Limit Up (1989) - Peter Oak
- Sandino (1990) - Kapitein Hatfield
- Son of the Morning Star (Televisiefilm, 1991) - Gen. Philip Sheridan
- Friends and Enemies (1992) - Freddie
- Captain Planet and the Planeteers Televisieserie - Duke Nukem (Afl. onbekend, 1990-1992, stem)
- The Player (1992) - Andy Civella
- Shame (Televisiefilm, 1992) - Tim Curtis
- Fatal Memories (Televisiefilm, 1992) - Det. Robert Morse
- Caught in the Act (Televisiefilm, 1993) - Presentator
- Quantum Leap Televisieserie - Admiraal Al Calavicci (96 afl., 1989-1993)
- Bonanza: The Return (Televisiefilm, 1993) - Augustus Brandenburg
- In the Line of Duty: The Price of Vengeance (Televisiefilm, 1994) - Jack Lowe
- Burke's Law Televisieserie - Rol onbekend (Afl., Who Killed the Beauty Queen?, 1994)
- Lois & Clark: The New Adventures of Superman Televisieserie - Preston Carpenter (Afl., The Rival, 1994)
- Chasers (1994) - Verkoper Stig
- Vanishing Son II (Televisiefilm, 1994) - Mickey Jo
- Justice in a Small Town (Televisiefilm, 1994) - Commissaris Sam Caldwell
- The Innocent (Televisiefilm, 1994) - Kapt. Jason Flaboe
- Madonna: Innocence Lost (Televisiefilm, 1994) - Tony Ciccone
- Naked Souls (1995) - Duncan
- Deadline for Murder: From the Files of Edna Buchanan (Televisiefilm, 1995) - Aaron Bliss
- The Langoliers (Miniserie, 1995) - Bob Jenkins
- Chicago Hope Televisieserie - Robert St. Clair (Afl., Songs from the Cuckoo Birds, 1995)
- Snowy River: The McGregor Saga Televisieserie - Professor Julius Waugh (Afl., The Manly Art, 1995|Fathers and Sons, 1995)
- Nowhere Man Televisieserie - Gus Shepard (Afl., You Really Got a Hold on Me, 1995)
- The Commish Televisieserie - Robert Allardyce (Afl., In the Shadows of the Gallows, 1995)
- Mr. Wrong (1996) - Jack Tramonte
- Twilight Man (Televisiefilm, 1996) - Hollis Deitz
- Unabomber: The True Story (Televisiefilm, 1996) - Ben Jeffries
- Last Resort (1996) - Grey Wolf
- Popular Science Televisieserie - Presentator (1997)
- Close to Danger (Televisiefilm, 1997) - Dr. Ames
- McHale's Navy (1997) - Kapt. Wallace B. Binghampton
- Midnight Blue (1997) - Katz-Feeney
- Ink Televisieserie - Cy Tannon (Afl., The Debutante, 1997)
- Living in Peril (1997) - William
- Air Force One (1997) - Staatssecretaris van Defensie Walter Dean
- The Rainmaker (1997) - Rechter Harvey Hale
- It's True Televisieserie - Mr. Murphy (Afl., The Rats of Rumfordton (Pilot), 1998)
- The Tony Danza Show Televisieserie - Frank DiMeo (Afl. onbekend, 1997-1998)
- The Shadow Men (1998) - Stan Mills
- Sinbad: The Battle of the Dark Knights (1998) - Bophisto
- What Katy Did (Televisiefilm, 1999) - Zwerver
- Restraining Order (1999) - Charlie Mason
- Water Damage (1999) - Det. Frank Skoufaris
- The Venice Project (1999) - Senator Campbell
- The Drew Carey Show Televisieserie - Hal (Afl., Y2K, You're Okay, 1999)
- Rites of Passage (1999) - Del Farraday
- The Flunky (2000) - Micky
- Phenomenon: The Lost Archives Televisieserie - Presentator (14 afl., 1998-2000)
- They Nest (Televisiefilm, 2000) - Sheriff Hobbs
- Batman Beyond: Return of the Joker (DVD, 2000) - Communicatie-officier Timothy 'Tim' Drake (Stem)
- Inferno (2001) - Burgemeester Bill Klinger
- In Pursuit (DVD, 2001) - Charles Welz
- Face to Face (2001) - Jimmy
- CQ (2001) - Dr. Ballard
- The Quickie (2001) - Michael
- Buffalo Soldiers (2001) - Generaal Lancaster
- First Monday Televisieserie - Senator Edward Sheffield (Afl., Family Affairs, 2002|Right to Die, 2002|Showdown, 2002)
- Enterprise Televisieserie - Kolonel Grat (Afl., Detained, 2002)
- Stargate SG-1 Televisieserie - Dokter Kieran (Afl., Shadow Play, 2002)
- The Manchurian Candidate (2004) - Mark Whiting
- JAG Televisieserie - SecNav Edward Sheffield (11 afl., 2002-2004)
- American Black Beauty (Televisiefilm, 2005) - Tim Lane
- The Deal (2007) - Agent Tremayne
- Battlestar Galactica Televisieserie - Broeder Cavil (8 afl., 2006-2007)
- Al's Beef (2008) - De sheriff
- Max Rose (2013) - Ben
- C.O.G. (2013) - Hobbs
- Persecuted (2014) - Dave Wilson